# Alfred Heinrich Hüttenbach
Alfred Heinrich Hüttenbach, auch Alfred Henry Huttenbach (* 25. September 1897 in Worms; † 12. März 1960 in London) war ein vor den Nationalsozialisten aus Deutschland nach England emigrierter jüdischer deutscher Bildhauer, der die britische Staatsbürgerschaft erhielt.

## Leben und Werk
Hüttenbach kam aus einer bedeutenden Wormser jüdischen Familie. Seine Eltern waren Heinrich Rudolph (1863–1917) und Elvira Hüttenbach (1874–1942). Der Vater war ein erfolgreicher Kaufhausunternehmer und u. a. Präsident der Wormser Handelskammer, Handelsrichter und Stadtverordneter der Nationalliberalen Partei. Die Geschwister Hüttenbachs waren die Sängerin Berta Olga „Bertel“ Marum (1896–1958) und Otto Heinrich Hüttenbach (1900–1958).
Hüttenbach studierte Bildhauerei in Rom, Paris und München.  Danach arbeitete er ab 1919 als freischaffender Bildhauer in München und seit den 1930er Jahren in Berlin. Das Berliner Adressbuch verzeichnete ihn erstmalig 1933 mit der Adresse Kaiserplatz (heute Bundesplatz) 17 und zuletzt 1934 in der Offenbacher Straße 4 in Friedenau.
In Berlin gehörte Hüttenbach zu den Teilnehmern des Künstlerstammtischs Taverne, an dem u. a. die Schauspielerin Brigitte Borchert, der Maler und Schauspieler Karl Dannemann und die Maler Willy Jaeckel und Hans Uhl (* 1897) teilnahmen. Um 1930 stand die populäre Tänzerin Lea Niako (1908–1996) Hüttenbach für eine Akt-Skulptur Modell. 1932 veröffentlichte die Zeitschrift Der Querschnitt in Heft 11 ein Foto Hüttenbachs vom Geburtshaus Spinozas (Spinozahuis) in Den Haag. Hüttenbach hatte dort an den Feierlichkeiten anlässlich des 300. Geburtstags Spinozas teilgenommen und dem Haus eine von ihm geschaffene bronzene Porträtbüste Spinozas übergeben.
Als nach der Machtergreifung in Deutschland die Diskriminierung und Verfolgung der Juden einsetzte emigrierte Hüttenbach 1934 nach England.
Er arbeitete anschließend in London in seinem Atelier in Highgate als Bildhauer. Außerdem schrieb er einige in der Fachwelt beachtete Werke über monumentale Bildhauerei und betätigte sich als Sammler, Hersteller und Sachverständiger für Streich- und Zupfinstrumente.
1947 erhielt Hüttenbach die britische Staatsbürgerschaft.
Nach Kriegsende besuchte er öfter seine Heimatstadt, wo er mit dem Bildhauer Adam Antes und dem Kirchenmusiker Heinrich Deboben (1888–1959) befreundet war.

## Werke (Auswahl)
- Spinoza (Porträtbüste, 1930, Bronze; geschaffen für das Spinozahuis)[4]
- Anatole France (Porträtbüste; um 1931 Bronze, Wallraf-Richartz-Museum)[5]
- Stehendes Mädchen (Bronze, Höhe 44 cm; am 21. Mai 1932 über Paul Graupe versteigert)
- Kniendes Mädchen (Bronze auf Marmorsockel, Höhe 37 cm; am 21. Mai 1932 über Paul Graupe versteigert)

## Ausstellungen (unvollständig)

### Postume Einzelausstellung
- 2007: Worms, Jüdisches Museum im Raschi-Haus („Wormser jüdische Künstler“; mit Bertha Strauss)

### Ausstellungsbeteiligungen
- 1934: London, Parson’s Galleries (Gruppenausstellung deutsch-jüdischer Künstler)
- 1939: London, Wertheim Gallery (Erste Gruppenausstellung deutscher, österreichischer und tschechoslowakischer Maler und Bildhauer der Free German League of Culture in Great Britain)
- 1951: London, Ben Uri Gallery („Festival of Britain, Anglo-Jewish Exhibition 1851–1951“)
- 1951: London, Ben Uri Gallery („The Artist: Self-Portrait and Environment“)